# Джак Хокинс
Джон Удеард Хокинс (на английски: John Edward Hawkins) е английски актьор. 

## Биография
Той е роден на 14 септември 1910 година в Уд Грийн, днес част от Лондон, в семейството на строител. Започва да играе в театъра на дванадесет години, а след Втората световна война става известен с ролите си в киното, включително в популярни филми като „Мостът на река Куай“ (1957, „The Bridge on the River Kwai“), „Бен-Хур“ (1959, „Ben-Hur“) и „Лорънс Арабски“ (1962, „Lawrence of Arabia“).
През 1932-1942 година е женен за актрисата Джесика Тенди.
Джак Хокинс умира на 18 юли 1973 година в Лондон.

## Избрана филмография
| Година | Филм                | Оригинално заглавие          | Роля                          | Режисьор     |
| ------ | ------------------- | ---------------------------- | ----------------------------- | ------------ |
| 1957   | Мостът на река Куай | The Bridge on the River Kwai | майор Уордън                  | Дейвид Лийн  |
| 1959   | Бен-Хур             | Ben-Hur                      | Квинтус Ариус, римския консул | Уилям Уайлър |
| 1962   | Лорънс Арабски      | Lawrence of Arabia           | Генерал Алънби                | Дейвид Лийн  |